# Рапопорт Йосип Абрамович
Йо́сип Абра́мович Рапопо́рт (14 березня 1912, Чернігів — 31 грудня 1990, Москва
) — радянський генетик, доктор біологичних наук, професор, член-корреспондент АН СРСР (з 1979). Лауреат Ленінської премії (1984), Герой Соціалістичної Праці (1990). Нобелівський комітет висував кандидатуру Рапопорта (спільно з Шарлоттою Авербах) на ї|Нобелівську премію за відкриття хімічного мутагенезу (1962).
Учасник Німецько-радянської війни, тричі представлявся до звання Героя Радянського Союзу.

## Біографія

### Період до Німецько-радянської війни
Йосип Рапопорт народився в Чернігові в єврейській родині. Батько — лікар-терапевт. Після закінчення школи в 1930 році був прийнятий на біофак Ленінградського державного університету, де після захисту дипломної роботи пройшов курс за фахом «генетика». Далі слідувала аспірантура в генетичній лабораторії Інституту експериментальної біології АН СРСР, яким керував біолог Микола Костянтинович Кольцов. Працював з 6 ранку до 11 вечора. Аспірантура була завершена в 1938 році. Дисертація на вчене звання кандидата біологічних наук була захищена в Інституті генетики АН СРСР. З 1 листопада 1938 року працював науковим співробітником Інституту експериментальної біології. В червні 1941 року була готова докторська дисертація.

### Період Німецько-радянської війни
У перші дні Німецько-радянської війни Йосип Рапопорт, хоча мав «бронь», пішов добровольцем на фронт. Його направили в Солнечногорськ — на командирські курси «Постріл», що готували командирів батальйону.
З вересня по листопад 1941 року — командир 3-го батальйону 476-го стрілецького полку 320-ї стрілецької дивізії 51-ї Армії Кримського фронту. 2 листопада 1941 року в бою біля селища Сім колодязів був тяжко поранений (наскрізне кульове поранення з переломом лопатки і враженням руки). Був евакуйований на одному з останніх суден, що під вогнем виходили з Керчі. В листопаді — грудні 1941 року лікувався в евакогоспіталі.
З січня по грудень 1942 року Йосипа Рапопорт в Ірані — командир 2-го батальйону 28 стрілецького полку 75 стрілецької дивізії Кавказького (пізніше — Закавказького) фронту. Тяжко захворів малярію і був евакуйований до Баку.
Після госпіталю (в грудні 1942 року) Йосипа Рапопорта направили на прискорені командирські курси при Військовій академії ім. М. В. Фрунзе (курс для начальників штабів полків). Одночасно з навчанням в академії він захистив підготовану до війни дисертацію і отримав вчене звання доктора біологічних наук. В липні 1943 року В Управління кадрів РСЧА надійшло клопотання від віце-президента Академії наук СРСР академіка Орбелі про відкликання капітана Рапопорта з армії, щоб надати йому можливість повернутися до наукової роботи. Водночас керівництво військовій академії, зважаючи на успіхи Рапопорта в навчанні і на його знання іноземних мов (читав приблизно на 20 мовах), запропонувало йому посаду викладача на кафедрі військової історії. Й. А. Рапопорт відмовився від обох пропозицій і заявив, що його місце на фронті.
З 16 серпня 1943 року по 18 вересня 1944 року Йосип Рапопорт на Воронезькому (пізніше — 2-му Українському) фронті. З 1943 по березень 1944 року Й. А. Рапопорт — начальник штабу 184 стрілецького полку 62-ї стрілецької дивізії 20-го стрілецького корпусу 37-ї армії 2-го Українського фронту.
У вересні 1943 року війська Червоної Армії форсували Дніпро в декількох місцях. Але, з понад двох десятків плацдармів, з ходу захоплених нашими арміями на Дніпрі, тільки 2-3 могли претендувати за своєю площею на плацдарми з оперативним майбутнім. У створенні одного з них брав активну участь Й. А. Рапопорт. На відведеній полку ділянці для форсування Дніпра в районі села Мишурин Ріг низькому лівому березі протистояла добре укріплена і начинена вогневими засобами круча правого берега Дніпра. Переправа на цій ділянці була б неминуче пов'язана з величезними людськими жертвами атакуючих. Провівши рекогностування сусідньої ділянки берега, Й. А. Рапопорт наткнувся на групу солдатів на чолі з офіцером — залишки розбитої дивізії сусідньої нашої армії, якій була «нарізана» велика смуга з низьким і незахищеним протилежним берегом. Заручившись згодою офіцера, Й. А. Рапопорт вирішив переправити свої підрозділи на цій ділянці. В ніч з 27 на 28 вересня 1943 року, попри погрозу командира дивізії віддати його під трибунал за самовільну зміну місця переправи, полк форсував Дніпро майже без втрат. Не чекаючи на атаку з тилу, німці покинули свої укріпленя і в паніці побігли. Це полегшило дії інших підрозділів 62-ї дивізії, яка, переслідуючи ворога, створила на цій ділянці один з правобережних плацдармів великого тактичного значення.
В жовтні 1943 року радянські війська пішли в наступ і відірвались від своїх тилів і артилерії, підійшовши до Кривого Рогу, неподалік від річки Інгулець опинилися в дуже скрутному становищі. Ворог вирішив танковими силами і піхотою відрізати іх від тилів і взяти в оточення. Й. А. Рапопорт, взявши на себе командування над групою близько 300 осіб, вивів її зі зброєю та пораненими до своїх, врятувавши всю групу від неминучого оточення. Зустрівшись з командиром дивізії, Й. А. Рапопорт перед строєм звинуватив його в боягузстві.
За форсування Дніпра і розширення плацдарму Й. А. Рапопорт був представлений до звання Героя Радянського Союзу, але через конфлікт з командиром дивізії замість звання Героя він отримав орден Червоного Прапора.

## Продовження наукової діяльності
Після війни Йосип Рапопорт продовжив наукові дослідження в області генетики в Інституті цитології, гістології та ембріології АН СРСР. Головним науковим досягненням Рапопорта стало відкриття хімічних речовин, які володіли сильними мутагенними властивостями (мутагенів і супермутагенів), і проведення на мухах — дрозофілах відповідних дослідів, які підтвердили початкові припущення і прозріння вченого, які згодом вилилися в появу самостійного розділу генетики, відомого як хімічний мутагенез.
На «серпневій сесії ВАСГНІЛ 1948 року» Йосип Рапопорт, бувши прихильником генетики, протистояв поглядам академікаТ. Д. Лисенко, котрого підтримував Сталін. А вже у вересні Й. А. Рапопорта звільнили з роботи, а лабораторію цитогенетики закрили. Тираж тому праць Інституту цитології, гістології та ембріології, що містив повний текст докторської дисертації Рапопорта «Феногенетичний аналіз незалежного і залежного диференціювання»; був вилучений з продажу і пізніше знищений.
1949 року за незгоду з рішеннями цієї сесії та «невизнання помилок» Рапопорт був виключений з ВКП (б)  (в партію він вступив на фронті в 1943 році).
З 1949 по 1957 рік Й. А. Рапопорт працював як співробітник експедицій нафтового і геологічного міністерств, займаючисьпалеонтологією та стратиграфією. Йосип Абрамович виступив з пропозицією використовувати як індикатор нафти наявність в пробах форамініфер, що відкривало нові перспективи. Йому запропонували підготувати за результатами цієї роботи дисертацію на здобуття наукового ступеня кандидата геолого-мінералогічних наук, але коли довідались, що він «нерозкаяний» генетик, звільнили з роботи.
З 1957 року директор Інституту хімічної фізики АН СРСР академік М. М. Семенов від свого колеги Сиріла Гіншелвуда довідався про роботи Й. А. Рапопорта. Попри те, що Й. А. Рапопорт був в опалі, запросив його у свій інститут на роботу, а щоб захистити Й. А. Рапопорта від лисенківців, теми, якими він займався, засекретили.
Й. А. Рапопорт повертається до наукових досліджень в галузі генетики: веде пошук хімічних мутагенів, аналіз їх властивостей в порівнянні з радіаційними мутагенами, а також експерименти в області феногенетики.
В 1962 році Нобелівський комітет повідомив радянським органам влади про висунення кандидатури Рапопорта (спільно з Шарлоттю Ауербах) на Нобелівську премію за відкриття хімічного мутагенезу. Й. А. Рапопорт був викликаний у відділ науки ЦК КПРС, де йому було поставлено умову: для того, щоб влада не заперечувала проти присудження йому премії, подати заяву про вступ до партії. Однак Рапопорт наполягав на тому, щоб його виключення з партії було визнано неправомірним і він був відновлений зі збереженням стажу, а не прийнятий заново. У цьому йому було відмовлено, і в результаті премія за відкриття хімічного мутагенезу не була присуджена взагалі. Певно, справа не дійшла і до офіційного висунення Рапопорта та Ауербах на присудження премії, оскільки база даних номінантів Нобелівської премії не містить їх імен.
З початку 1960-х років розгорнулося впровадження отриманих результатів в сільськогосподарську селекцію, в промислову мікробіологію і ряд інших напрямків.
У 1965 році за пропозицією академіка М. М. Семенова в тому ж Інституті хімічної фізики починається створення відділу хімічної генетики в складі чотирьох лабораторій. Це дозволило розгорнути дослідження з ряду напрямків теоретичної та експериментальної генетики, але головною темою залишилося вивчення спадкової та неспадкової мінливості. Відбулась перша Всесоюзна нарада по хімічному мутагенезу, створена Й. А. Рапопортом як щорічні збори селекціонерів і наукових співробітників, що працюють в області хімічного мутагенезу в країні. Робота зі створення сортів принесла близько 120 районованих сортів, з них більше третини — це зернові. Серед них такі чудові форми, як сорт пшениці на Кубані, врожайність якої — 100 центнерів з га; сорт соняшнику, з якого виробляється оливкова олія. Є й ряд інших дуже цікавих сортів.
На початку 1970-х років Йосип Рапопорт був нагороджений орденом Трудового Червоного Прапора; в 1979 році — обраний членом-кореспондентом АН СРСР по відділенню біології. В 1984 році йому була присуджена Ленінська премія.
Указом Президента СРСР від 16 жовтня 1990 року Йосипу Рапопорту було надано звання Героя Соціалістичної Праці з формулюванням «за особливий внесок в збереження і розвиток генетики та селекції, підготовку висококваліфікованих наукових кадрів».
25 грудня 1990 року Й. А. Рапопорт був збитий вантажівкою при переході дороги (машина рухалася з боку втраченого в бою ока). 31 грудня він помер в лікарні. Похований на Троєкуровському кладовищі в Москві.

## Відзнаки[9]
- Звання Герой Соціалістичної Праці «За особливий внесок в збереження й розвиток генетики й селекції, підготовку висококваліфікованих наукових кадрів» (16.10.1990);
- Ордена Леніна (16.10.1990);
- Ленінська премія за цикл робіт «Явище хімічного мутагенезу та його генетичне вивчення» (1984);
- Орден Червоного Прапора (15.11.1943, 07.01.1945);
- Орден Трудового Червоного Прапора (17.09.1975);
- Орден Суворова III ступеня (22.02.1945);
- Орден Вітчизняної війни 1-го ступеня (16.07.1945, 11.03.1985);
- Орден Вітчизняної війни 2-го ступеня (15.12.1944);
- Орден Легіону Пошани (Legion of Merit) США (1945);
- Орден Червоної Зірки Угорської народної республіки (1970).

## Пам'ять
У Чернігові (район Олександрівка) є вулиця імені Йосипа Рапопорта.
Йосипу Рапопорту присвячені кілька документальних фільмів:
- «Острова. Иосиф Рапопорт» [Архівовано 6 вересня 2020 у Wayback Machine.] (режисер Є. С. Саканян);
- «Наука побеждать. Подвиг комбата» [Архівовано 3 листопада 2020 у Wayback Machine.] (режисер В. О. Глазунов);
- «Батяня Рапопорт» (режисер В. О. Глазунов);